# Coppa del Mondo di sci alpino paralimpico 2024
La Coppa del Mondo di sci alpino paralimpico 2024 è stata la 25ª edizione della manifestazione, organizzata dalla Federazione internazionale sci e snowboard; è iniziata il 16 dicembre 2023 a Sankt Moritz, in Svizzera, e si è conclusa il 24 marzo 2024 a Sella Nevea, in Italia.
Sia in campo maschile sia in campo femminile sono state disputate 23 delle 34 gare in programma nelle tre categorie ipovedenti, in piedi e seduti (3 discese libere, 4 supergiganti, 7 slalom giganti, 9 slalom speciali), in 7 diverse località. In campo maschile si sono aggiudicati la Coppa del Mondo generale l'austriaco Johannes Aigner con l'atleta guida Nico Haberl (ipovedenti), il francese Arthur Bauchet (in piedi) e l'olandese Jeroen Kampschreur (seduti); in campo femminile la slovacca Alexandra Rexová con gli atleti guida Matúš Duriš e Hugo Rybář (ipovedenti), la svedese Ebba Årsjö (in piedi) e la tedesca Anna-Lena Forster (seduti).
In seguito all'invasione russa dell'Ucraina del 2022, gli atleti russi e bielorussi sono stati esclusi dalle competizioni.

## Uomini

### Risultati
| Data             | Località            | Nazione  | Spec. | Categoria               | Primo                              | Secondo                            | Terzo                                     |
| ---------------- | ------------------- | -------- | ----- | ----------------------- | ---------------------------------- | ---------------------------------- | ----------------------------------------- |
| 16 dicembre 2023 | Sankt Moritz        | Svizzera | DH    | Ipovedenti Atleta guida | Johannes Aigner Nico Haberl        | Hyacinthe Deleplace Roy Piccard    | Giacomo Bertagnolli Andrea Ravelli        |
| 16 dicembre 2023 | Sankt Moritz        | Svizzera | DH    | In piedi                | Robin Cuche                        | Arthur Bauchet                     | Alexis Guimond                            |
| 16 dicembre 2023 | Sankt Moritz        | Svizzera | DH    | Seduti                  | Jesper Pedersen                    | Jeroen Kampschreur                 | Kurt Oatway                               |
| 17 dicembre 2023 | Sankt Moritz        | Svizzera | DH    | Ipovedenti Atleta guida | Johannes Aigner Nico Haberl        | Giacomo Bertagnolli Andrea Ravelli | Hyacinthe Deleplace Roy Piccard           |
| 17 dicembre 2023 | Sankt Moritz        | Svizzera | DH    | In piedi                | Robin Cuche                        | Alexis Guimond                     | Jordan Broisin                            |
| 17 dicembre 2023 | Sankt Moritz        | Svizzera | DH    | Seduti                  | Jeroen Kampschreur                 | Jesper Pedersen                    | Niels De Langen                           |
| 20 dicembre 2023 | Steinach am Brenner | Austria  | SG    | Ipovedenti Atleta guida | Johannes Aigner Nico Haberl        | Hyacinthe Deleplace Roy Piccard    | Giacomo Bertagnolli Andrea Ravelli        |
| 20 dicembre 2023 | Steinach am Brenner | Austria  | SG    | In piedi                | Robin Cuche                        | Arthur Bauchet                     | Alexis Guimond                            |
| 20 dicembre 2023 | Steinach am Brenner | Austria  | SG    | Seduti                  | Jesper Pedersen                    | Jeroen Kampschreur                 | René De Silvestro                         |
| 20 dicembre 2023 | Steinach am Brenner | Austria  | SG    | Ipovedenti Atleta guida | Hyacinthe Deleplace Roy Piccard    | Johannes Aigner Nico Haberl        | Giacomo Bertagnolli Andrea Ravelli        |
| 20 dicembre 2023 | Steinach am Brenner | Austria  | SG    | In piedi                | Alexis Guimond                     | Arthur Bauchet                     | Robin Cuche                               |
| 20 dicembre 2023 | Steinach am Brenner | Austria  | SG    | Seduti                  | Jesper Pedersen                    | Jeroen Kampschreur                 | Kurt Oatway                               |
| 21 dicembre 2023 | Steinach am Brenner | Austria  | GS    | Ipovedenti Atleta guida | Giacomo Bertagnolli Andrea Ravelli | Johannes Aigner Nico Haberl        | Hyacinthe Deleplace Roy Piccard           |
| 21 dicembre 2023 | Steinach am Brenner | Austria  | GS    | In piedi                | Arthur Bauchet                     | Alexis Guimond                     | Robin Cuche                               |
| 21 dicembre 2023 | Steinach am Brenner | Austria  | GS    | Seduti                  | Jesper Pedersen                    | René De Silvestro                  | Jeroen Kampschreur                        |
| 22 dicembre 2023 | Steinach am Brenner | Austria  | GS    | annullata               | annullata                          | annullata                          | annullata                                 |
| 16 gennaio 2024  | La Molina           | Spagna   | DH    | annullata               | annullata                          | annullata                          | annullata                                 |
| 22 gennaio 2024  | Veysonnaz           | Svizzera | GS    | Ipovedenti Atleta guida | Johannes Aigner Nico Haberl        | Michał Gołaś Kacper Walas          | Kalle Ericsson Sierra Smith               |
| 22 gennaio 2024  | Veysonnaz           | Svizzera | GS    | In piedi                | Robin Cuche                        | Arthur Bauchet                     | Alexis Guimond                            |
| 22 gennaio 2024  | Veysonnaz           | Svizzera | GS    | Seduti                  | René De Silvestro                  | Jesper Pedersen                    | Jeroen Kampschreur                        |
| 23 gennaio 2024  | Veysonnaz           | Svizzera | GS    | Ipovedenti Atleta guida | Johannes Aigner Nico Haberl        | Kalle Ericsson Sierra Smith        | Hyacinthe Deleplace Roy Piccard           |
| 23 gennaio 2024  | Veysonnaz           | Svizzera | GS    | In piedi                | Arthur Bauchet                     | Robin Cuche                        | Alexis Guimond                            |
| 23 gennaio 2024  | Veysonnaz           | Svizzera | GS    | Seduti                  | Jesper Pedersen                    | Jeroen Kampschreur                 | René De Silvestro                         |
| 24 gennaio 2024  | Veysonnaz           | Svizzera | SL    | Ipovedenti Atleta guida | Giacomo Bertagnolli Andrea Ravelli | Hyacinthe Deleplace Roy Piccard    | Kalle Ericsson Sierra Smith               |
| 24 gennaio 2024  | Veysonnaz           | Svizzera | SL    | In piedi                | Arthur Bauchet                     | Aaron Lindström                    | Robin Cuche                               |
| 24 gennaio 2024  | Veysonnaz           | Svizzera | SL    | Seduti                  | Jeroen Kampschreur                 | René De Silvestro                  | Niels De Langen                           |
| 25 gennaio 2024  | Veysonnaz           | Svizzera | SL    | annullata               | annullata                          | annullata                          | annullata                                 |
| 25 gennaio 2024  | Veysonnaz           | Svizzera | SG    | Ipovedenti Atleta guida | Giacomo Bertagnolli Andrea Ravelli | Johannes Aigner Nico Haberl        | Alexander Rauen Jeremias Wikle            |
| 25 gennaio 2024  | Veysonnaz           | Svizzera | SG    | In piedi                | Arthur Bauchet                     | Robin Cuche                        | Markus Salcher                            |
| 25 gennaio 2024  | Veysonnaz           | Svizzera | SG    | Seduti                  | René De Silvestro                  | Takeshi Suzuki                     | Nicolás Bisquertt                         |
| 30 gennaio 2024  | Cortina d'Ampezzo   | Italia   | SG    | annullata               | annullata                          | annullata                          | annullata                                 |
| 30 gennaio 2024  | Cortina d'Ampezzo   | Italia   | DH    | Ipovedenti Atleta guida | Giacomo Bertagnolli Andrea Ravelli | Johannes Aigner Nico Haberl        | Hyacinthe Deleplace Valentin Giraud Moine |
| 30 gennaio 2024  | Cortina d'Ampezzo   | Italia   | DH    | In piedi                | Robin Cuche                        | Arthur Bauchet                     | Aaron Lindström                           |
| 30 gennaio 2024  | Cortina d'Ampezzo   | Italia   | DH    | Seduti                  | Andrew Kurka                       | Kurt Oatway                        | Niels De Langen                           |
| 31 gennaio 2024  | Cortina d'Ampezzo   | Italia   | SG    | Ipovedenti Atleta guida | Johannes Aigner Nico Haberl        | Giacomo Bertagnolli Andrea Ravelli | Hyacinthe Deleplace Roy Piccard           |
| 31 gennaio 2024  | Cortina d'Ampezzo   | Italia   | SG    | In piedi                | Arthur Bauchet                     | Robin Cuche                        | Alexis Guimond                            |
| 31 gennaio 2024  | Cortina d'Ampezzo   | Italia   | SG    | Seduti                  | René De Silvestro                  | Jeroen Kampschreur                 | Kurt Oatway                               |
| 1º febbraio 2024 | Cortina d'Ampezzo   | Italia   | SL    | Ipovedenti Atleta guida | Kalle Ericsson Sierra Smith        | Mingyu Hwang Junhyeong Kim         | Hyacinthe Deleplace Roy Piccard           |
| 1º febbraio 2024 | Cortina d'Ampezzo   | Italia   | SL    | In piedi                | Arthur Bauchet                     | Robin Cuche                        | Aaron Lindström                           |
| 1º febbraio 2024 | Cortina d'Ampezzo   | Italia   | SL    | Seduti                  | Lou Braz-Dagand                    | René De Silvestro                  | Jesper Pedersen                           |
| 2 febbraio 2024  | Cortina d'Ampezzo   | Italia   | SL    | Ipovedenti Atleta guida | Johannes Aigner Nico Haberl        | Giacomo Bertagnolli Andrea Ravelli | Michał Gołaś Kacper Walas                 |
| 2 febbraio 2024  | Cortina d'Ampezzo   | Italia   | SL    | In piedi                | Arthur Bauchet                     | Robin Cuche                        | Jordan Broisin                            |
| 2 febbraio 2024  | Cortina d'Ampezzo   | Italia   | SL    | Seduti                  | René De Silvestro                  | Jesper Pedersen                    | Niels De Langen                           |
| 10 febbraio 2024 | Sapporo             | Giappone | GS    | Ipovedenti Atleta guida | Marek Kubačka Mária Zaťovičová     | Johannes Aigner Nico Haberl        | Giacomo Bertagnolli Andrea Ravelli        |
| 10 febbraio 2024 | Sapporo             | Giappone | GS    | In piedi                | Arthur Bauchet                     | Jordan Broisin                     | Christoph Glötzner                        |
| 10 febbraio 2024 | Sapporo             | Giappone | GS    | Seduti                  | Jesper Pedersen                    | René De Silvestro                  | Jeroen Kampschreur                        |
| 11 febbraio 2024 | Sapporo             | Giappone | GS    | annullata               | annullata                          | annullata                          | annullata                                 |
| 13 febbraio 2024 | Sapporo             | Giappone | SL    | Ipovedenti Atleta guida | Johannes Aigner Nico Haberl        | Giacomo Bertagnolli Andrea Ravelli | Mingyu Hwang Junhyeong Kim                |
| 13 febbraio 2024 | Sapporo             | Giappone | SL    | In piedi                | Arthur Bauchet                     | Aaron Lindström                    | Adam Hall                                 |
| 13 febbraio 2024 | Sapporo             | Giappone | SL    | Seduti                  | Jeroen Kampschreur                 | Niels De Langen                    | René De Silvestro                         |
| 14 febbraio 2024 | Sapporo             | Giappone | SL    | Ipovedenti Atleta guida | Johannes Aigner Nico Haberl        | Mingyu Hwang Junhyeong Kim         | Alexander Rauen Jeremias Wikle            |
| 14 febbraio 2024 | Sapporo             | Giappone | SL    | In piedi                | Arthur Bauchet                     | Federico Pelizzari                 | Robin Cuche                               |
| 14 febbraio 2024 | Sapporo             | Giappone | SL    | Seduti                  | Jeroen Kampschreur                 | René De Silvestro                  | Niels De Langen                           |
| 15 febbraio 2024 | Sapporo             | Giappone | SL    | Ipovedenti Atleta guida | Giacomo Bertagnolli Andrea Ravelli | Johannes Aigner Nico Haberl        | Hyacinthe Deleplace Roy Piccard           |
| 15 febbraio 2024 | Sapporo             | Giappone | SL    | In piedi                | Arthur Bauchet                     | Aaron Lindström                    | Robin Cuche                               |
| 15 febbraio 2024 | Sapporo             | Giappone | SL    | Seduti                  | René De Silvestro                  | Jeroen Kampschreur                 | Niels De Langen                           |
| 27 febbraio 2024 | Wildschönau         | Austria  | SL    | Ipovedenti Atleta guida | Giacomo Bertagnolli Andrea Ravelli | Johannes Aigner Nico Haberl        | Alexander Rauen Jeremias Wikle            |
| 27 febbraio 2024 | Wildschönau         | Austria  | SL    | In piedi                | Arthur Bauchet                     | Oscar Burnahm                      | Federico Pelizzari                        |
| 27 febbraio 2024 | Wildschönau         | Austria  | SL    | Seduti                  | René De Silvestro                  | Jesper Pedersen                    | Nicolás Bisquertt                         |
| 28 febbraio 2024 | Wildschönau         | Austria  | SL    | Ipovedenti Atleta guida | Giacomo Bertagnolli Andrea Ravelli | Johannes Aigner Nico Haberl        | Michał Gołaś Kacper Walas                 |
| 28 febbraio 2024 | Wildschönau         | Austria  | SL    | In piedi                | Arthur Bauchet                     | Federico Pelizzari                 | Thomas Grochar                            |
| 28 febbraio 2024 | Wildschönau         | Austria  | SL    | Seduti                  | René De Silvestro                  | Jeroen Kampschreur                 | Jesper Pedersen                           |
| 29 febbraio 2024 | Wildschönau         | Austria  | GS    | annullata               | annullata                          | annullata                          | annullata                                 |
| 2 marzo 2024     | Wildschönau         | Austria  | GS    | annullata               | annullata                          | annullata                          | annullata                                 |
| 12 marzo 2024    | Kranjska Gora       | Slovenia | GS    | annullata               | annullata                          | annullata                          | annullata                                 |
| 14 marzo 2024    | Kranjska Gora       | Slovenia | SL    | annullata               | annullata                          | annullata                          | annullata                                 |
| 19 marzo 2024    | Sella Nevea         | Italia   | GS    | Ipovedenti Atleta guida | Giacomo Bertagnolli Andrea Ravelli | Johannes Aigner Nico Haberl        | Mingyu Hwang Junhyeong Kim                |
| 19 marzo 2024    | Sella Nevea         | Italia   | GS    | In piedi                | Robin Cuche                        | Arthur Bauchet                     | Aaron Lindström                           |
| 19 marzo 2024    | Sella Nevea         | Italia   | GS    | Seduti                  | René De Silvestro                  | Jeroen Kampschreur                 | Jesper Pedersen                           |
| 21 marzo 2024    | Sella Nevea         | Italia   | GS    | Ipovedenti Atleta guida | Johannes Aigner Nico Haberl        | Kalle Ericsson Sierra Smith        | Hyacinthe Deleplace Roy Piccard           |
| 21 marzo 2024    | Sella Nevea         | Italia   | GS    | In piedi                | Arthur Bauchet                     | Robin Cuche                        | Federico Pelizzari                        |
| 21 marzo 2024    | Sella Nevea         | Italia   | GS    | Seduti                  | Jeroen Kampschreur                 | Jesper Pedersen                    | René De Silvestro                         |
| 22 marzo 2024    | Sella Nevea         | Italia   | SL    | Ipovedenti Atleta guida | Kalle Ericsson Sierra Smith        | Johannes Aigner Nico Haberl        | Giacomo Bertagnolli Andrea Ravelli        |
| 22 marzo 2024    | Sella Nevea         | Italia   | SL    | In piedi                | Arthur Bauchet                     | Robin Cuche                        | Christoph Glötzner                        |
| 22 marzo 2024    | Sella Nevea         | Italia   | SL    | Seduti                  | Taiki Morii                        | Jesper Pedersen                    | Jeroen Kampschreur                        |
| 24 marzo 2024    | Sella Nevea         | Italia   | KB    | annullata               | annullata                          | annullata                          | annullata                                 |
| 24 marzo 2024    | Sella Nevea         | Italia   | GS    | Ipovedenti Atleta guida | Giacomo Bertagnolli Andrea Ravelli | Kalle Ericsson Sierra Smith        | Johannes Aigner Nico Haberl               |
| 24 marzo 2024    | Sella Nevea         | Italia   | GS    | In piedi                | Arthur Bauchet                     | Aaron Lindström                    | Jordan Broisin                            |
| 24 marzo 2024    | Sella Nevea         | Italia   | GS    | Seduti                  | Jeroen Kampschreur                 | Niels De Langen                    | Taiki Morii                               |
| 25 marzo 2024    | Sella Nevea         | Italia   | SG    | annullata               | annullata                          | annullata                          | annullata                                 |

Legenda:

DH = discesa libera

SG = supergigante

GS = slalom gigante

SL = slalom speciale

KB = combinata

### Classifiche

#### Ipovedenti

##### Generale

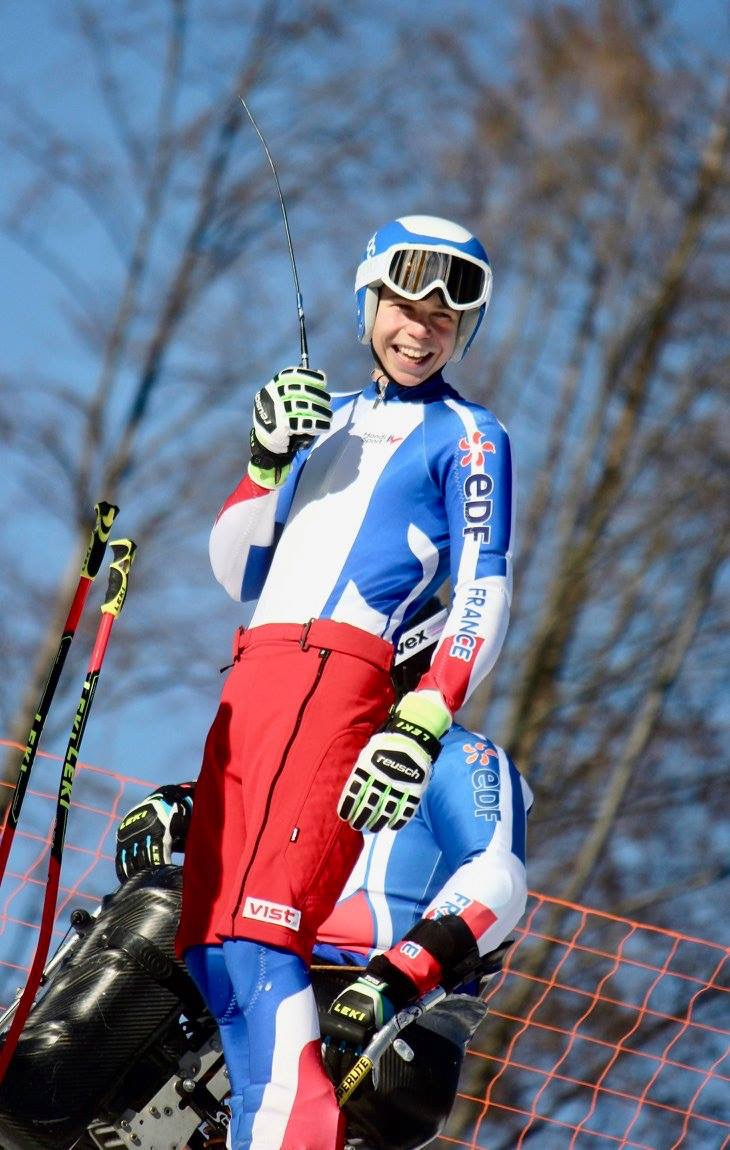
Arthur Bauchet nel 2017

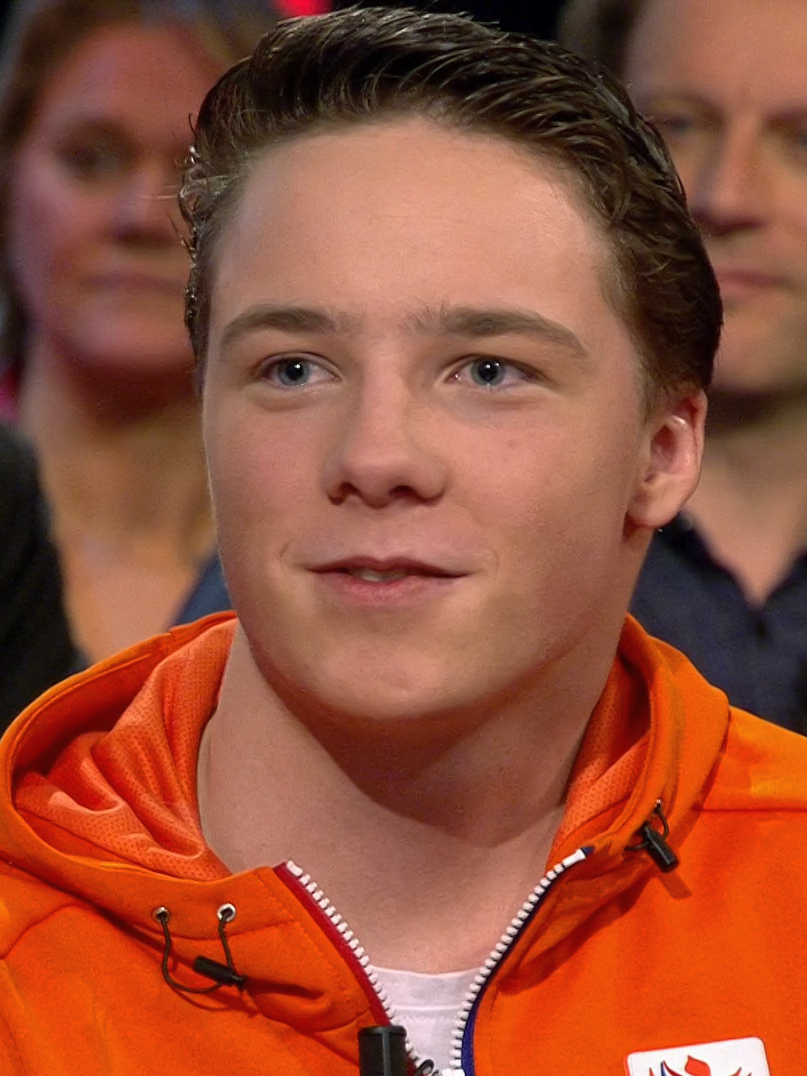
Jeroen Kampschreur nel 2018

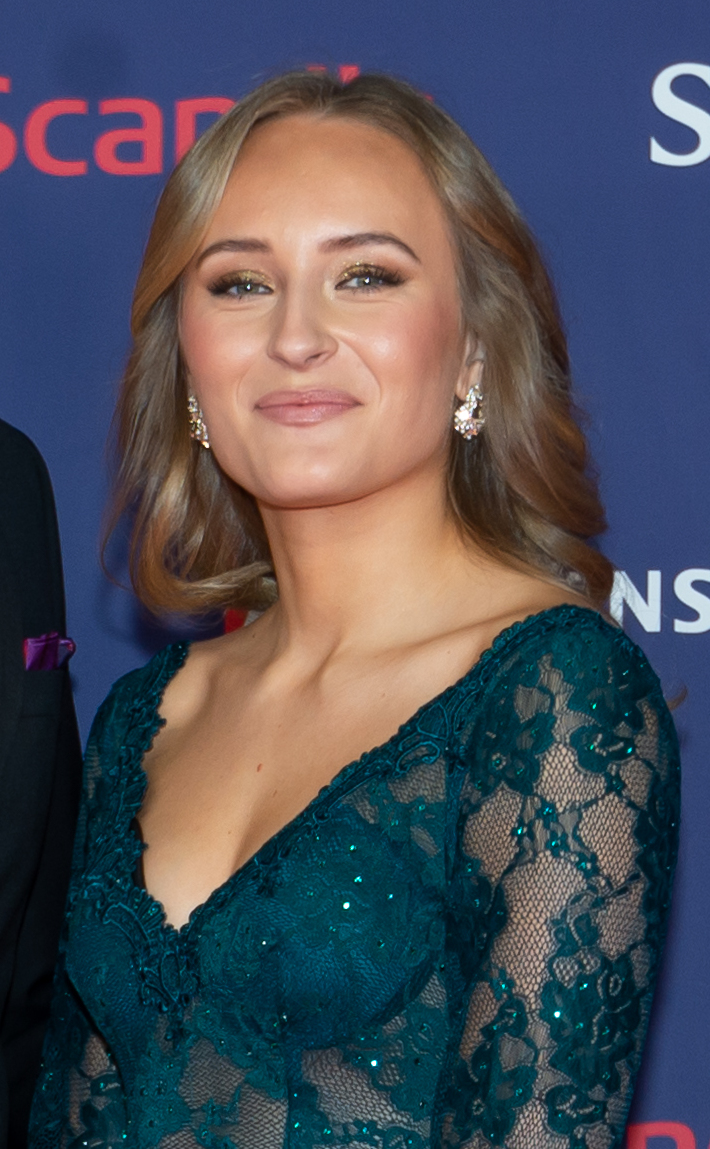
Ebba Årsjö nel 2023

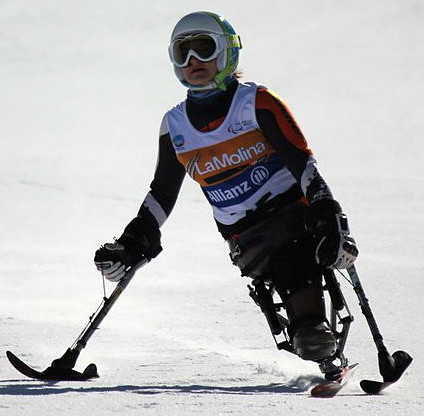
Anna-Lena Forster nel 2013

| Pos. | Nome                                                   | Nazione       | Punti |
| ---- | ------------------------------------------------------ | ------------- | ----- |
| 1    | Johannes Aigner Nico Haberl                            | Austria       | 1860  |
| 2    | Giacomo Bertagnolli Andrea Ravelli                     | Italia        | 1520  |
| 3    | Hyacinthe Deleplace Valentin Giraud Moine, Roy Piccard | Francia       | 1070  |
| 4    | Kalle Ericsson Sierra Smith                            | Canada        | 780   |
| 5    | Alexander Rauen Jeremias Wikle                         | Germania      | 622   |
| 6    | Mingyu Hwang Junhyeong Kim                             | Corea del Sud | 605   |
| 7    | Michał Gołaś Kacper Walas                              | Polonia       | 530   |
| 8    | Michael Scharnagl Florian Erharter                     | Austria       | 280   |
| 9    | Miroslav Haraus Maroš Hudík                            | Slovacchia    | 201   |
| 10   | Marek Kubačka Mária Zaťovičová                         | Slovacchia    | 195   |

##### Discesa libera
| Pos. | Nome Atleta guida                                      | Nazione    | Punti |
| ---- | ------------------------------------------------------ | ---------- | ----- |
| 1    | Johannes Aigner Nico Haberl                            | Austria    | 280   |
| 2    | Giacomo Bertagnolli Andrea Ravelli                     | Italia     | 240   |
| 3    | Hyacinthe Deleplace Valentin Giraud Moine, Roy Piccard | Francia    | 200   |
| 4    | Kalle Ericsson Sierra Smith                            | Canada     | 50    |
| 4    | Jakub Krako Branislav Brozman                          | Slovacchia | 50    |

##### Supergigante
| Pos. | Nome Atleta guida                  | Nazione | Punti |
| ---- | ---------------------------------- | ------- | ----- |
| 1    | Johannes Aigner Nico Haberl        | Austria | 360   |
| 2    | Giacomo Bertagnolli Andrea Ravelli | Italia  | 300   |
| 3    | Hyacinthe Deleplace Roy Piccard    | Francia | 240   |
| 4    | Michał Gołaś Kacper Walas          | Polonia | 140   |
| 5    | Kalle Ericsson Sierra Smith        | Canada  | 100   |

##### Slalom gigante
| Pos. | Nome Atleta guida                  | Nazione  | Punti |
| ---- | ---------------------------------- | -------- | ----- |
| 1    | Johannes Aigner Nico Haberl        | Austria  | 600   |
| 2    | Giacomo Bertagnolli Andrea Ravelli | Italia   | 360   |
| 3    | Kalle Ericsson Sierra Smith        | Canada   | 350   |
| 4    | Hyacinthe Deleplace Roy Piccard    | Francia  | 265   |
| 5    | Alexander Rauen Jeremias Wikle     | Germania | 261   |

##### Slalom speciale
| Pos. | Nome Atleta guida                  | Nazione       | Punti |
| ---- | ---------------------------------- | ------------- | ----- |
| 1    | Giacomo Bertagnolli Andrea Ravelli | Italia        | 620   |
| 2    | Johannes Aigner Nico Haberl        | Austria       | 620   |
| 3    | Hyacinthe Deleplace Roy Piccard    | Francia       | 365   |
| 4    | Mingyu Hwang Junhyeong Kim         | Corea del Sud | 320   |
| 5    | Alexander Rauen Jeremias Wikle     | Germania      | 301   |

#### In piedi

##### Generale
| Pos. | Nome                | Nazione  | Punti |
| ---- | ------------------- | -------- | ----- |
| 1    | Arthur Bauchet      | Francia  | 2116  |
| 2    | Robin Cuche         | Svizzera | 1541  |
| 3    | Aaron Lindström     | Svezia   | 899   |
| 4    | Jordan Broisin      | Francia  | 839   |
| 5    | Oscar Burnahm       | Francia  | 730   |
| 6    | Alexis Guimond      | Canada   | 610   |
| 7    | Federico Pelizzari  | Italia   | 584   |
| 8    | Thomas Grochar      | Austria  | 499   |
| 9    | Jules Segers        | Francia  | 449   |
| 10   | Nico Pajantschitsch | Austria  | 419   |

##### Discesa libera
| Pos. | Nome            | Nazione  | Punti |
| ---- | --------------- | -------- | ----- |
| 1    | Robin Cuche     | Svizzera | 300   |
| 2    | Arthur Bauchet  | Francia  | 196   |
| 3    | Jordan Broisin  | Francia  | 160   |
| 4    | Aaron Lindström | Svezia   | 141   |
| 5    | Alexis Guimond  | Canada   | 140   |

##### Supergigante
| Pos. | Nome           | Nazione  | Punti |
| ---- | -------------- | -------- | ----- |
| 1    | Arthur Bauchet | Francia  | 360   |
| 2    | Robin Cuche    | Svizzera | 320   |
| 3    | Markus Salcher | Austria  | 200   |
| 4    | Alexis Guimond | Canada   | 160   |
| 5    | Oscar Burnahm  | Francia  | 156   |

##### Slalom gigante
| Pos. | Nome            | Nazione  | Punti |
| ---- | --------------- | -------- | ----- |
| 1    | Arthur Bauchet  | Francia  | 660   |
| 2    | Robin Cuche     | Svizzera | 456   |
| 3    | Jordan Broisin  | Francia  | 301   |
| 4    | Oscar Burnahm   | Francia  | 263   |
| 5    | Aaron Lindström | Svezia   | 257   |

##### Slalom speciale
| Pos. | Nome            | Nazione       | Punti |
| ---- | --------------- | ------------- | ----- |
| 1    | Arthur Bauchet  | Francia       | 900   |
| 2    | Robin Cuche     | Svizzera      | 465   |
| 3    | Aaron Lindström | Svezia        | 390   |
| 4    | Adam Hall       | Nuova Zelanda | 302   |
| 5    | Thomas Grochar  | Austria       | 281   |

#### Seduti

##### Generale
| Pos. | Nome               | Nazione     | Punti |
| ---- | ------------------ | ----------- | ----- |
| 1    | Jeroen Kampschreur | Paesi Bassi | 1630  |
| 2    | René De Silvestro  | Italia      | 1530  |
| 3    | Jesper Pedersen    | Norvegia    | 1495  |
| 4    | Niels De Langen    | Paesi Bassi | 1160  |
| 5    | Taiki Morii        | Giappone    | 738   |
| 6    | Takeshi Suzuki     | Giappone    | 721   |
| 7    | Nicolás Bisquertt  | Cile        | 641   |
| 7    | Kurt Oatway        | Canada      | 641   |
| 9    | Lou Braz-Dagand    | Francia     | 522   |
| 10   | Andrew Kurka       | Stati Uniti | 267   |

##### Discesa libera
| Pos. | Nome               | Nazione     | Punti |
| ---- | ------------------ | ----------- | ----- |
| 1    | Jesper Pedersen    | Norvegia    | 230   |
| 2    | Kurt Oatway        | Canada      | 190   |
| 3    | Jeroen Kampschreur | Paesi Bassi | 180   |
| 4    | Niels De Langen    | Paesi Bassi | 160   |
| 5    | Andrew Kurka       | Stati Uniti | 150   |

##### Supergigante
| Pos. | Nome               | Nazione     | Punti |
| ---- | ------------------ | ----------- | ----- |
| 1    | René De Silvestro  | Italia      | 310   |
| 2    | Jesper Pedersen    | Norvegia    | 250   |
| 3    | Jeroen Kampschreur | Paesi Bassi | 240   |
| 4    | Nicolás Bisquertt  | Cile        | 186   |
| 5    | Takeshi Suzuki     | Giappone    | 135   |

##### Slalom gigante
| Pos. | Nome               | Nazione     | Punti |
| ---- | ------------------ | ----------- | ----- |
| 1    | Jeroen Kampschreur | Paesi Bassi | 540   |
| 2    | Jesper Pedersen    | Norvegia    | 520   |
| 3    | René De Silvestro  | Italia      | 480   |
| 4    | Niels De Langen    | Paesi Bassi | 380   |
| 5    | Taiki Morii        | Giappone    | 271   |

##### Slalom speciale
| Pos. | Nome               | Nazione     | Punti |
| ---- | ------------------ | ----------- | ----- |
| 1    | René De Silvestro  | Italia      | 740   |
| 2    | Jeroen Kampschreur | Paesi Bassi | 670   |
| 3    | Niels De Langen    | Paesi Bassi | 500   |
| 4    | Jesper Pedersen    | Norvegia    | 495   |
| 5    | Taiki Morii        | Giappone    | 346   |

## Donne

### Risultati
| Data             | Località            | Nazione  | Spec. | Categoria               | Prima                            | Seconda                        | Terza                          |
| ---------------- | ------------------- | -------- | ----- | ----------------------- | -------------------------------- | ------------------------------ | ------------------------------ |
| 16 dicembre 2023 | Sankt Moritz        | Svizzera | DH    | Ipovedenti Atleta guida | Alexandra Rexová Hugo Rybář      | Menna Fitzpatrick Katie Guest  | Sara Choi Sanghyun Jung        |
| 16 dicembre 2023 | Sankt Moritz        | Svizzera | DH    | In piedi                | Marie Bochet                     | Aurélie Richard                | Anna-Maria Rieder              |
| 16 dicembre 2023 | Sankt Moritz        | Svizzera | DH    | Seduti                  | Anna-Lena Forster                | -                              | -                              |
| 17 dicembre 2023 | Sankt Moritz        | Svizzera | DH    | Ipovedenti Atleta guida | Menna Fitzpatrick Katie Guest    | Sara Choi Sanghyun Jung        | Alexandra Rexová Hugo Rybář    |
| 17 dicembre 2023 | Sankt Moritz        | Svizzera | DH    | In piedi                | Marie Bochet                     | Aurélie Richard                | Frédérique Turgeon             |
| 17 dicembre 2023 | Sankt Moritz        | Svizzera | DH    | Seduti                  | Anna-Lena Forster                | -                              | -                              |
| 20 dicembre 2023 | Steinach am Brenner | Austria  | SG    | Ipovedenti Atleta guida | Menna Fitzpatrick Katie Guest    | Alexandra Rexová Hugo Rybář    | Martina Vozza Ylenia Sabidussi |
| 20 dicembre 2023 | Steinach am Brenner | Austria  | SG    | In piedi                | Ebba Årsjö                       | Marie Bochet                   | Aurélie Richard                |
| 20 dicembre 2023 | Steinach am Brenner | Austria  | SG    | Seduti                  | Anna-Lena Forster                | Barbara van Bergen             | -                              |
| 20 dicembre 2023 | Steinach am Brenner | Austria  | SG    | Ipovedenti Atleta guida | Menna Fitzpatrick Katie Guest    | Alexandra Rexová Hugo Rybář    | Eva Nikou Dimitris Profentzas  |
| 20 dicembre 2023 | Steinach am Brenner | Austria  | SG    | In piedi                | Ebba Årsjö                       | Marie Bochet                   | Aurélie Richard                |
| 20 dicembre 2023 | Steinach am Brenner | Austria  | SG    | Seduti                  | Anna-Lena Forster                | -                              | -                              |
| 21 dicembre 2023 | Steinach am Brenner | Austria  | GS    | Ipovedenti Atleta guida | Veronika Aigner Elisabeth Aigner | Eva Nikou Dimitris Profentzas  | Alexandra Rexová Hugo Rybář    |
| 21 dicembre 2023 | Steinach am Brenner | Austria  | GS    | In piedi                | Ebba Årsjö                       | Anna-Maria Rieder              | Marie Bochet                   |
| 21 dicembre 2023 | Steinach am Brenner | Austria  | GS    | Seduti                  | Anna-Lena Forster                | -                              | -                              |
| 22 dicembre 2023 | Steinach am Brenner | Austria  | GS    | annullata               | annullata                        | annullata                      | annullata                      |
| 16 gennaio 2024  | La Molina           | Spagna   | DH    | annullata               | annullata                        | annullata                      | annullata                      |
| 22 gennaio 2024  | Veysonnaz           | Svizzera | GS    | Ipovedenti Atleta guida | Veronika Aigner Elisabeth Aigner | Alexandra Rexová Matúš Duriš   | Martina Vozza Ylenia Sabidussi |
| 22 gennaio 2024  | Veysonnaz           | Svizzera | GS    | In piedi                | Ebba Årsjö                       | Aurélie Richard                | Marie Bochet                   |
| 22 gennaio 2024  | Veysonnaz           | Svizzera | GS    | Seduti                  | Anna-Lena Forster                | Barbara van Bergen             | Laurie Stephens                |
| 23 gennaio 2024  | Veysonnaz           | Svizzera | GS    | Ipovedenti Atleta guida | Veronika Aigner Elisabeth Aigner | Alexandra Rexová Matúš Duriš   | Menna Fitzpatrick Katie Guest  |
| 23 gennaio 2024  | Veysonnaz           | Svizzera | GS    | In piedi                | Ebba Årsjö                       | Aurélie Richard                | Anna-Maria Rieder              |
| 23 gennaio 2024  | Veysonnaz           | Svizzera | GS    | Seduti                  | Anna-Lena Forster                | Barbara van Bergen             | Audrey Pascual                 |
| 24 gennaio 2024  | Veysonnaz           | Svizzera | SL    | Ipovedenti Atleta guida | Veronika Aigner Elisabeth Aigner | Alexandra Rexová Matúš Duriš   | Georgia Gunew Ethan Jackson    |
| 24 gennaio 2024  | Veysonnaz           | Svizzera | SL    | In piedi                | Ebba Årsjö                       | Aurélie Richard                | Anna-Maria Rieder              |
| 24 gennaio 2024  | Veysonnaz           | Svizzera | SL    | Seduti                  | Anna-Lena Forster                | Audrey Pascual                 | Laurie Stephens                |
| 25 gennaio 2024  | Veysonnaz           | Svizzera | SL    | annullata               | annullata                        | annullata                      | annullata                      |
| 25 gennaio 2024  | Veysonnaz           | Svizzera | SG    | Ipovedenti Atleta guida | Alexandra Rexová Matúš Duriš     | Martina Vozza Ylenia Sabidussi | Menna Fitzpatrick Katie Guest  |
| 25 gennaio 2024  | Veysonnaz           | Svizzera | SG    | In piedi                | Marie Bochet                     | Aurélie Richard                | Claire Petit                   |
| 25 gennaio 2024  | Veysonnaz           | Svizzera | SG    | Seduti                  | Anna-Lena Forster                | Barbara van Bergen             | -                              |
| 30 gennaio 2024  | Cortina d'Ampezzo   | Italia   | SG    | annullata               | annullata                        | annullata                      | annullata                      |
| 30 gennaio 2024  | Cortina d'Ampezzo   | Italia   | DH    | Ipovedenti Atleta guida | Sara Choi Sanghyun Jung          | Martina Vozza Ylenia Sabidussi | Menna Fitzpatrick Katie Guest  |
| 30 gennaio 2024  | Cortina d'Ampezzo   | Italia   | DH    | In piedi                | Aurélie Richard                  | Marie Bochet                   | Claire Petit                   |
| 30 gennaio 2024  | Cortina d'Ampezzo   | Italia   | DH    | Seduti                  | Anna-Lena Forster                | -                              | -                              |
| 31 gennaio 2024  | Cortina d'Ampezzo   | Italia   | SG    | Ipovedenti Atleta guida | Sara Choi Sanghyun Jung          | Eva Nikou Dimitris Profentzas  | Menna Fitzpatrick Katie Guest  |
| 31 gennaio 2024  | Cortina d'Ampezzo   | Italia   | SG    | In piedi                | Ebba Årsjö                       | Marie Bochet                   | Aurélie Richard                |
| 31 gennaio 2024  | Cortina d'Ampezzo   | Italia   | SG    | Seduti                  | Anna-Lena Forster                | -                              | -                              |
| 1º febbraio 2024 | Cortina d'Ampezzo   | Italia   | SL    | Ipovedenti Atleta guida | Veronika Aigner Elisabeth Aigner | Alexandra Rexová Hugo Rybář    | Martina Vozza Ylenia Sabidussi |
| 1º febbraio 2024 | Cortina d'Ampezzo   | Italia   | SL    | In piedi                | Ebba Årsjö                       | Mengqiu Zhang                  | Anna-Maria Rieder              |
| 1º febbraio 2024 | Cortina d'Ampezzo   | Italia   | SL    | Seduti                  | Anna-Lena Forster                | Wenjing Zhang                  | Sitong Liu                     |
| 2 febbraio 2024  | Cortina d'Ampezzo   | Italia   | SL    | Ipovedenti Atleta guida | Veronika Aigner Elisabeth Aigner | Menna Fitzpatrick Katie Guest  | Eva Nikou Dimitris Profentzas  |
| 2 febbraio 2024  | Cortina d'Ampezzo   | Italia   | SL    | In piedi                | Ebba Årsjö                       | Mengqiu Zhang                  | Anna-Maria Rieder              |
| 2 febbraio 2024  | Cortina d'Ampezzo   | Italia   | SL    | Seduti                  | Anna-Lena Forster                | Wenjing Zhang                  | Audrey Pascual                 |
| 10 febbraio 2024 | Sapporo             | Giappone | GS    | Ipovedenti Atleta guida | Veronika Aigner Elisabeth Aigner | Sara Choi Sanghyun Jung        | Alexandra Rexová Hugo Rybář    |
| 10 febbraio 2024 | Sapporo             | Giappone | GS    | In piedi                | Ebba Årsjö                       | Marie Bochet                   | Anna-Maria Rieder              |
| 10 febbraio 2024 | Sapporo             | Giappone | GS    | Seduti                  | Anna-Lena Forster                | -                              | -                              |
| 11 febbraio 2024 | Sapporo             | Giappone | GS    | annullata               | annullata                        | annullata                      | annullata                      |
| 13 febbraio 2024 | Sapporo             | Giappone | SL    | Ipovedenti Atleta guida | Veronika Aigner Elisabeth Aigner | Alexandra Rexová Hugo Rybář    | Sara Choi Sanghyun Jung        |
| 13 febbraio 2024 | Sapporo             | Giappone | SL    | In piedi                | Ebba Årsjö                       | Marie Bochet                   | Anna-Maria Rieder              |
| 13 febbraio 2024 | Sapporo             | Giappone | SL    | Seduti                  | Anna-Lena Forster                | -                              | -                              |
| 14 febbraio 2024 | Sapporo             | Giappone | SL    | Ipovedenti Atleta guida | Veronika Aigner Elisabeth Aigner | Alexandra Rexová Hugo Rybář    | Martina Vozza Ylenia Sabidussi |
| 14 febbraio 2024 | Sapporo             | Giappone | SL    | In piedi                | Marie Bochet                     | Anna-Maria Rieder              | Andrea Rothfuss                |
| 14 febbraio 2024 | Sapporo             | Giappone | SL    | Seduti                  | Anna-Lena Forster                | -                              | -                              |
| 15 febbraio 2024 | Sapporo             | Giappone | SL    | Ipovedenti Atleta guida | Veronika Aigner Elisabeth Aigner | Alexandra Rexová Hugo Rybář    | Martina Vozza Ylenia Sabidussi |
| 15 febbraio 2024 | Sapporo             | Giappone | SL    | In piedi                | Ebba Årsjö                       | Anna-Maria Rieder              | Marie Bochet                   |
| 15 febbraio 2024 | Sapporo             | Giappone | SL    | Seduti                  | Anna-Lena Forster                | -                              | -                              |
| 27 febbraio 2024 | Wildschönau         | Austria  | SL    | Ipovedenti Atleta guida | Veronika Aigner Elisabeth Aigner | Alexandra Rexová Hugo Rybář    | Martina Vozza Ylenia Sabidussi |
| 27 febbraio 2024 | Wildschönau         | Austria  | SL    | In piedi                | Ebba Årsjö                       | Marie Bochet                   | Anna-Maria Rieder              |
| 27 febbraio 2024 | Wildschönau         | Austria  | SL    | Seduti                  | Anna-Lena Forster                | Audrey Pascual                 | -                              |
| 28 febbraio 2024 | Wildschönau         | Austria  | SL    | Ipovedenti Atleta guida | Veronika Aigner Elisabeth Aigner | Alexandra Rexová Hugo Rybář    | Martina Vozza Ylenia Sabidussi |
| 28 febbraio 2024 | Wildschönau         | Austria  | SL    | In piedi                | Ebba Årsjö                       | Marie Bochet                   | Anna-Maria Rieder              |
| 28 febbraio 2024 | Wildschönau         | Austria  | SL    | Seduti                  | Anna-Lena Forster                | Audrey Pascual                 | Nette Kiviranta                |
| 29 febbraio 2024 | Wildschönau         | Austria  | GS    | annullata               | annullata                        | annullata                      | annullata                      |
| 2 marzo 2024     | Wildschönau         | Austria  | GS    | annullata               | annullata                        | annullata                      | annullata                      |
| 12 marzo 2024    | Kranjska Gora       | Slovenia | GS    | annullata               | annullata                        | annullata                      | annullata                      |
| 14 marzo 2024    | Kranjska Gora       | Slovenia | SL    | annullata               | annullata                        | annullata                      | annullata                      |
| 19 marzo 2024    | Sella Nevea         | Italia   | GS    | Ipovedenti Atleta guida | Menna Fitzpatrick Katie Guest    | Alexandra Rexová Hugo Rybář    | Sara Choi Sanghyun Jung        |
| 19 marzo 2024    | Sella Nevea         | Italia   | GS    | In piedi                | Ebba Årsjö                       | Anna-Maria Rieder              | Marie Bochet                   |
| 19 marzo 2024    | Sella Nevea         | Italia   | GS    | Seduti                  | Anna-Lena Forster                | Barbara van Bergen             | Laurie Stephens                |
| 21 marzo 2024    | Sella Nevea         | Italia   | GS    | Ipovedenti Atleta guida | Veronika Aigner Elisabeth Aigner | Martina Vozza Ylenia Sabidussi | Alexandra Rexová Hugo Rybář    |
| 21 marzo 2024    | Sella Nevea         | Italia   | GS    | In piedi                | Ebba Årsjö                       | Anna-Maria Rieder              | Marie Bochet                   |
| 21 marzo 2024    | Sella Nevea         | Italia   | GS    | Seduti                  | Anna-Lena Forster                | Barbara van Bergen             | Audrey Pascual                 |
| 22 marzo 2024    | Sella Nevea         | Italia   | SL    | Ipovedenti Atleta guida | Veronika Aigner Elisabeth Aigner | Alexandra Rexová Hugo Rybář    | Menna Fitzpatrick Katie Guest  |
| 22 marzo 2024    | Sella Nevea         | Italia   | SL    | In piedi                | Ebba Årsjö                       | Marie Bochet                   | Michaela Gosselin              |
| 22 marzo 2024    | Sella Nevea         | Italia   | SL    | Seduti                  | Anna-Lena Forster                | Audrey Pascual                 | Laurie Stephens                |
| 24 marzo 2024    | Sella Nevea         | Italia   | KB    | annullata               | annullata                        | annullata                      | annullata                      |
| 24 marzo 2024    | Sella Nevea         | Italia   | GS    | Ipovedenti Atleta guida | Veronika Aigner Elisabeth Aigner | Menna Fitzpatrick Katie Guest  | Eva Nikou Dimitris Profentzas  |
| 24 marzo 2024    | Sella Nevea         | Italia   | GS    | In piedi                | Ebba Årsjö                       | Anna-Maria Rieder              | Marie Bochet                   |
| 24 marzo 2024    | Sella Nevea         | Italia   | GS    | Seduti                  | Barbara van Bergen               | Laurie Stephens                | -                              |
| 25 marzo 2024    | Sella Nevea         | Italia   | SG    | annullata               | annullata                        | annullata                      | annullata                      |

Legenda:

DH = discesa libera

SG = supergigante

GS = slalom gigante

SL = slalom speciale

KB = combinata

### Classifiche

#### Ipovedenti

##### Generale
| Pos. | Nome                                     | Nazione       | Punti |
| ---- | ---------------------------------------- | ------------- | ----- |
| 1    | Alexandra Rexová Matúš Duriš, Hugo Rybář | Slovacchia    | 1620  |
| 2    | Veronika Aigner Elisabeth Aigner         | Austria       | 1500  |
| 3    | Menna Fitzpatrick Katie Guest            | Regno Unito   | 1040  |
| 4    | Martina Vozza Ylenia Sabidussi           | Italia        | 955   |
| 5    | Sara Choi Sanghyun Jung                  | Corea del Sud | 660   |
| 6    | Eva Nikou Dimitris Profentzas            | Grecia        | 440   |

##### Discesa libera
| Pos. | Nome Atleta guida              | Nazione       | Punti |
| ---- | ------------------------------ | ------------- | ----- |
| 1    | Sara Choi Sanghyun Jung        | Corea del Sud | 240   |
| 1    | Menna Fitzpatrick Katie Guest  | Regno Unito   | 240   |
| 3    | Alexandra Rexová Hugo Rybář    | Slovacchia    | 210   |
| 4    | Martina Vozza Ylenia Sabidussi | Italia        | 80    |

##### Supergigante
| Pos. | Nome Atleta guida                        | Nazione       | Punti |
| ---- | ---------------------------------------- | ------------- | ----- |
| 1    | Menna Fitzpatrick Katie Guest            | Regno Unito   | 320   |
| 2    | Alexandra Rexová Matúš Duriš, Hugo Rybář | Slovacchia    | 305   |
| 3    | Martina Vozza Ylenia Sabidussi           | Italia        | 249   |
| 4    | Sara Choi Sanghyun Jung                  | Corea del Sud | 190   |
| 4    | Eva Nikou Dimitris Profentzas            | Grecia        | 190   |

##### Slalom gigante
| Pos. | Nome Atleta guida                        | Nazione       | Punti |
| ---- | ---------------------------------------- | ------------- | ----- |
| 1    | Veronika Aigner Elisabeth Aigner         | Austria       | 600   |
| 2    | Alexandra Rexová Matúš Duriš, Hugo Rybář | Slovacchia    | 465   |
| 3    | Menna Fitzpatrick Katie Guest            | Regno Unito   | 340   |
| 4    | Martina Vozza Ylenia Sabidussi           | Italia        | 285   |
| 5    | Sara Choi Sanghyun Jung                  | Corea del Sud | 230   |

##### Slalom speciale
| Pos. | Nome Atleta guida                        | Nazione     | Punti |
| ---- | ---------------------------------------- | ----------- | ----- |
| 1    | Veronika Aigner Elisabeth Aigner         | Austria     | 900   |
| 2    | Alexandra Rexová Matúš Duriš, Hugo Rybář | Slovacchia  | 640   |
| 3    | Martina Vozza Ylenia Sabidussi           | Italia      | 350   |
| 4    | Menna Fitzpatrick Katie Guest            | Regno Unito | 140   |
| 5    | Eva Nikou Dimitris Profentzas            | Grecia      | 110   |

#### In piedi

##### Generale
| Pos. | Nome               | Nazione     | Punti |
| ---- | ------------------ | ----------- | ----- |
| 1    | Ebba Årsjö         | Svezia      | 1800  |
| 2    | Marie Bochet       | Francia     | 1680  |
| 3    | Anna-Maria Rieder  | Germania    | 1270  |
| 4    | Aurélie Richard    | Francia     | 810   |
| 5    | Claire Petit       | Paesi Bassi | 301   |
| 6    | Andrea Rothfuss    | Germania    | 280   |
| 7    | Mengqiu Zhang      | Cina        | 210   |
| 8    | Eva-Maria Jöchl    | Germania    | 208   |
| 9    | Ammi Hondo         | Giappone    | 193   |
| 10   | Frédérique Turgeon | Canada      | 155   |

##### Discesa libera
| Pos. | Nome               | Nazione     | Punti |
| ---- | ------------------ | ----------- | ----- |
| 1    | Marie Bochet       | Francia     | 280   |
| 2    | Aurélie Richard    | Francia     | 260   |
| 3    | Anna-Maria Rieder  | Germania    | 110   |
| 3    | Frédérique Turgeon | Canada      | 110   |
| 5    | Claire Petit       | Paesi Bassi | 60    |

##### Supergigante
| Pos. | Nome              | Nazione  | Punti |
| ---- | ----------------- | -------- | ----- |
| 1    | Marie Bochet      | Francia  | 340   |
| 2    | Ebba Årsjö        | Svezia   | 300   |
| 3    | Aurélie Richard   | Francia  | 260   |
| 4    | Anna-Maria Rieder | Germania | 150   |
| 5    | Andrea Rothfuss   | Germania | 85    |

##### Slalom gigante
| Pos. | Nome              | Nazione     | Punti |
| ---- | ----------------- | ----------- | ----- |
| 1    | Ebba Årsjö        | Svezia      | 700   |
| 2    | Anna-Maria Rieder | Germania    | 490   |
| 3    | Marie Bochet      | Francia     | 430   |
| 4    | Aurélie Richard   | Francia     | 210   |
| 5    | Claire Petit      | Paesi Bassi | 181   |

##### Slalom speciale
| Pos. | Nome              | Nazione  | Punti |
| ---- | ----------------- | -------- | ----- |
| 1    | Ebba Årsjö        | Svezia   | 800   |
| 2    | Marie Bochet      | Francia  | 630   |
| 3    | Anna-Maria Rieder | Germania | 520   |
| 4    | Mengqiu Zhang     | Cina     | 160   |
| 5    | Aurélie Richard   | Francia  | 80    |

#### Seduti

##### Generale
| Pos. | Nome               | Nazione     | Punti |
| ---- | ------------------ | ----------- | ----- |
| 1    | Anna-Lena Forster  | Germania    | 1820  |
| 2    | Audrey Pascual     | Spagna      | 550   |
| 3    | Barbara van Bergen | Paesi Bassi | 540   |
| 4    | Laurie Stephens    | Stati Uniti | 240   |
| 5    | Wenjing Zhang      | Cina        | 160   |
| 6    | Sitong Liu         | Cina        | 110   |
| 7    | Nette Kiviranta    | Finlandia   | 60    |

##### Discesa libera
| Pos. | Nome              | Nazione  | Punti |
| ---- | ----------------- | -------- | ----- |
| 1    | Anna-Lena Forster | Germania | 180   |

##### Supergigante
| Pos. | Nome               | Nazione     | Punti |
| ---- | ------------------ | ----------- | ----- |
| 1    | Anna-Lena Forster  | Germania    | 340   |
| 2    | Barbara van Bergen | Paesi Bassi | 120   |

##### Slalom gigante
| Pos. | Nome               | Nazione     | Punti |
| ---- | ------------------ | ----------- | ----- |
| 1    | Anna-Lena Forster  | Germania    | 550   |
| 2    | Barbara van Bergen | Paesi Bassi | 420   |
| 3    | Laurie Stephens    | Stati Uniti | 190   |
| 4    | Audrey Pascual     | Spagna      | 170   |

##### Slalom speciale
| Pos. | Nome              | Nazione   | Punti |
| ---- | ----------------- | --------- | ----- |
| 1    | Anna-Lena Forster | Germania  | 750   |
| 2    | Audrey Pascual    | Spagna    | 380   |
| 2    | Wenjing Zhang     | Cina      | 160   |
| 4    | Sitong Liu        | Cina      | 110   |
| 5    | Nette Kiviranta   | Finlandia | 60    |